# EISCAT

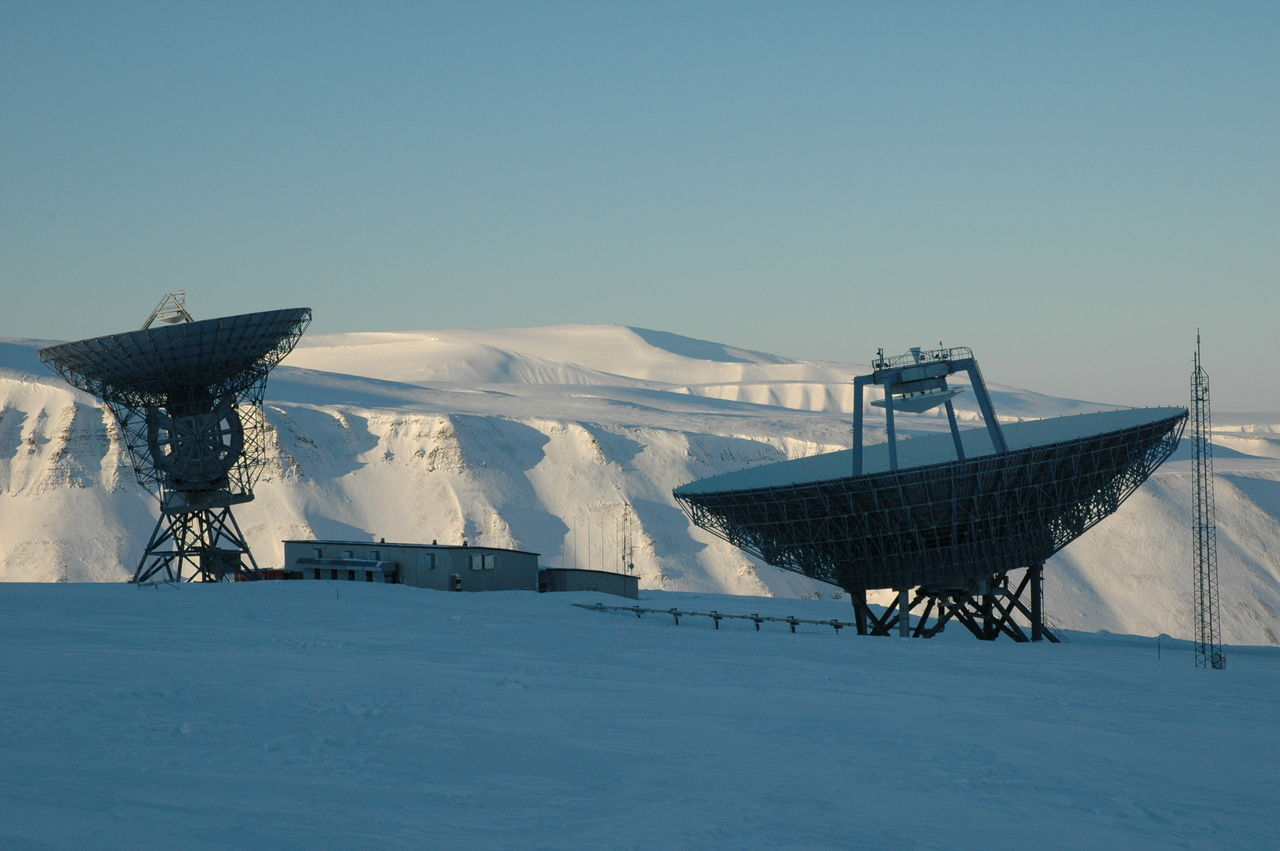
Radar EISCAT di Svalbard
Foto: Tom Grydeland

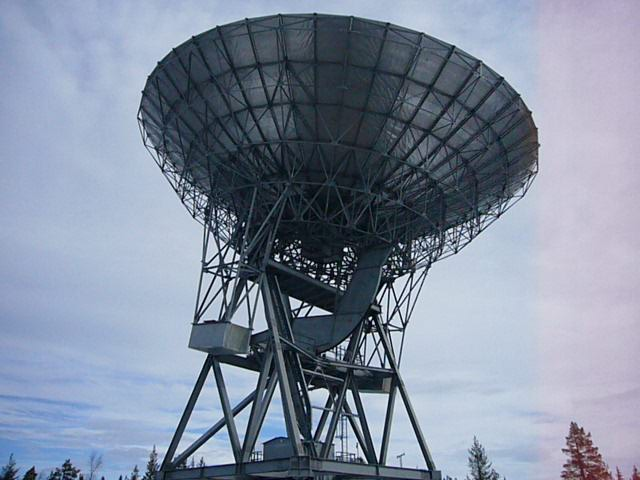
Radar EISCAT di Kiruna (diametro)

EISCAT è l'acronimo per "European Incoherent Scatter Scientific Association".
Esso è composto da tre sistemi di radar ionosferici funzionanti a 224 e 931 MHz nel nord della Scandinavia e uno a 500 MHz sullo Svalbard, utilizzato per studiare l'interazione fra il Sole e la Terra, come rivelata dai disturbi nella ionosfera e nella magnetosfera. Nell'impianto di Ramfjordmoen (vicino Tromsø, Norvegia), opera anche un impianto di riscaldamento della ionosfera, simile a HAARP. Stazioni riceventi aggiuntive sono posizionate a Sodankylä, Finlandia e Kiruna, in Svezia. La sede principale dell'EISCAT è situata a Kiruna.
Essa è stata fondata e opera per mezzo di istituti di ricerca di Norvegia, Svezia, Finlandia, Francia, Giappone, Cina, Regno Unito e Germania.

## Storia
Nel 1973 il progetto EISCAT (originariamente previsto per la Francia, la Germania ed i tre paesi nordici, sembrava essere moribondo. Successivamente fu coinvolto il fisico gallese Granville Beynon e l'accordo firmato, con il Regno Unito come membro. La proposta di adesione della Gran Bretagna era stata inizialmente respinta dalla competente commissione scientifica, tuttavia Beynon convinse il Consiglio ad invertire la decisione della commissione. Come risultato dei suoi sforzi, centinaia di scienziati europei hanno avuto la possibilità di utilizzare il più sofisticato radar ionosferico al mondo.

## EISCAT 3D
EISCAT sta progettando di costruire un radar di nuova generazione in grado di fornire il monitoraggio 3D di atmosfera e ionosfera. Nel 2008 il Forum Strategico Europeo sulle Infrastrutture di Ricerca ha selezionato EISCAT 3D per la sua "Roadmap 2008 for Large-Scale European Research Infrastructures for the next 20-30 years". La produzione su base modulare è iniziata nel 2015 e alcuni degli arrays previsti saranno estremamente grandi, con oltre 30 000 singoli elementi.